# Grande Prêmio de Miami de 2023
O Grande Prêmio de Miami de 2023 (oficialmente, por questões contratuais, denominado Fórmula 1 Crypto.com Miami Grand Prix 2023) foi a quinta etapa da temporada de 2023 da Fórmula 1 disputada em 7 de Maio de 2023 no Autódromo Internacional de Miami em Miami Gardens, na Flórida. Max Verstappen garantiu sua terceira vitória na temporada, seguido de seu companheiro de equipe na Red Bull Racing, Sergio Pérez e Fernando Alonso da Aston Martin pela terceira vez completou o pódio.

## Contexto
O evento foi realizado no fim de semana de 5 a 7 de maio de 2023, sendo a quinta etapa do Campeonato Mundial de Fórmula 1 de 2023.

### Classificação do campeonato antes da corrida
Entrando no fim de semana, Max Verstappen lidera o Campeonato Mundial de Pilotos com 93 pontos, 6 pontos à frente de seu companheiro de equipe Sergio Pérez em segundo e 33 à frente de Fernando Alonso em terceiro. A Red Bull Racing, com 180 pontos, lidera o Campeonato de Construtores atrás da Aston Martin e da Mercedes, segundo e terceiro lugar com 87 e 76 pontos, respectivamente.

### Participantes
Os pilotos e equipes foram os mesmos da lista de inscritos da temporada, sem pilotos substitutos adicionais para este fim de semana de corrida.

### Escolhas de pneus
A fornecedora de pneus Pirelli trouxe os compostos de pneus C2, C3, e C4 (denominados duro, médio, e macio, respectivamente) para as equipes usarem durante o evento.
| Nome do composto | Cor | Cor | Banda de rolamento | Condições de tempo | Aderência | Durabilidade |
| ---------------- | --- | --- | ------------------ | ------------------ | --------- | ------------ |
| Duro             | C2  |     | Lisa               | Seco               | Baixa     | Alta         |
| Médio            | C3  |     | Lisa               | Seco               | Média     | Média        |
| Macio            | C4  |     | Lisa               | Seco               | Alta      | Baixa        |

### Mudanças na pista
Um ponto de detecção DRS foi movido, bem como um ponto de ativação DRS.

## Treinos Livres
Os Treinos Livres foram disputados no dia 6 de Maio de 2023 a partir de 14:30 (UTC-4) ou às 15:30 no Horário de Brasília.

### Relatório
Na primeira sessão de treinos livres, Nyck de Vries, piloto da AlphaTauri, após rodar na curva 11, levou a uma bandeira amarela, prontamente resolvida; o incidente, avaliado pelos comissários, fora dispensado de uma investigação por direção perigosa. Após todos os pilotos realizarem pelo menos uma volta, George Russell, da Mercedes ainda encontrava-se no boxe queixando-se de problemas na direção de seu carro. Nico Hulkenberg, da Haas F1 Team, após perder a traseira, colidiu frontalmente com o muro da curva 3, severamente danificando sua suspensão dianteira e obrigando a direção de prova a apresentar bandeira vermelha para que os fiscais removessem seu carro e destroços da pista. Nyck de Vries que havia rodado anteriormente na sessão, não pôde retornar a esta disputa. Alguns minutos depois, Alexander Albon escapa na curva 17 e novamente uma bandeira amarela é acionada, antes do encerramento da disputa, liderada por George Russell, seguido por seu companheiro na Mercedes, Lewis Hamilton e Charles Leclerc da Ferrari.
Apesar de uma leve escapada na volta 15 e ter retomado o controle do carro e o traçado, Kevin Magnussen, piloto da Haas, acabou tendo um leve contato na barreira, estabelecendo uma rápida e primeira bandeira amarela, primeira da segunda sessões de treinos livres. Após cruzar a linha do pit lane, fora concedida pela direção de prova a Sergio Pérez uma bandeira preta e branca, simbolizando uma conduta antiesportiva. Após ter tido dificuldades com a curva 17 no treino anterior, Alexandre Albon, novamente, percebendo que não conseguiria completar a curva direcionou seu carro à área de escape, em seguida, manobrou e retornou à pista. Alguns minutos depois, George Russell perdeu o ponto de frenagem e também fora até a região de escape, esta ação, levara a mais uma bandeira amarela. Em seguida, a segunda bandeira vermelha do fim de semana fora acionada, Charles Leclerc, na curva 7, acabou perdendo sua traseira e, apesar de tentar corrigir e realizar a manobra perfeitamente, passou reto e atingira o muro. Após minutos paralisados por este incidente, o treino terminara com a liderança de Max Verstappen, seguido por ambos os carros da Ferrari, Carlos Sainz Jr e Leclerc - apesar da colisão, respectivamente.
A última sessão de treinos começou de modo lento, apenas 7 pilotos haviam entrado na pista antes dos sete minutos iniciais; apesar disso, antes de sequer sair da garagem, Lewis Hamilton queixou-se de algumas vibrações nos pneus dianteiros de seu carro. Seguindo a tendência de ambos os treinos anteriores, a curva 17 permaneceu desafiando os pilotos, Alexander Albon, pela terceira vez, escapou, mas acabou retornando a pista logo em seguida; o mesmo acontecera com Fernando Alonso. Perto do fim da última sessão, Lando Norris ao dar uma freada forte, travou seus pneus, tendo que passar pela área de escapa da curva 1. Sem incidentes e mais tranquilo que os anteriores, o treino terminara comprovando novamente o favoritismo de Max Verstappen na liderança, seguido por Charles Leclerc, e Sergio Pérez.

### Resultado
Em negrito, os respectivos melhores tempos de cada sessão. A disposição inicial do treino fora colocada considerando-se o TL2.
| No.            | Piloto           | Construtora                | Tempo    | Tempo | Tempo    | Tempo | Tempo    | Tempo |
| No.            | Piloto           | Construtora                | TL1      | P.    | TL2      | P.    | TL3      | P.    |
| -------------- | ---------------- | -------------------------- | -------- | ----- | -------- | ----- | -------- | ----- |
| 1              | Max Verstappen   | Red Bull Racing-Honda RBPT | 1:30.549 |       | 1:27.930 |       | 1:27.535 |       |
| 55             | Carlos Sainz Jr. | Ferrari                    | 1:30.724 |       | 1:28.315 |       | 1:28.125 |       |
| 16             | Charles Leclerc  | Ferrari                    | 1:30.449 |       | 1:28.398 |       | 1:27.941 |       |
| 11             | Sergio Pérez     | Red Bull Racing-Honda RBPT | 1:31.566 |       | 1:28.419 |       | 1:28.050 |       |
| 14             | Fernando Alonso  | Aston Martin-Mercedes      | 1:31.231 |       | 1:28.660 |       | 1:28.618 |       |
| 4              | Lando Norris     | McLaren-Mercedes           | 1:31.997 |       | 1:28.741 |       | 1:29.401 |       |
| 44             | Lewis Hamilton   | Mercedes                   | 1:30.337 |       | 1:28.858 |       | 1:28.718 |       |
| 18             | Lance Stroll     | Aston Martin-Mercedes      | 1:31.337 |       | 1:28.930 |       | 1:28.723 |       |
| 31             | Esteban Ocon     | Alpine-Renault             | 1:31.542 |       | 1:28.937 |       | 1:28.407 |       |
| 23             | Alexander Albon  | Williams-Mercedes          | 1:31.903 |       | 1:29.046 |       | 1:28.561 |       |
| 10             | Pierre Gasly     | Alpine-Renault             | 1:31.104 |       | 1:29.098 |       | 1:28.428 |       |
| 20             | Kevin Magnussen  | Haas-Ferrari               | 1:31.853 |       | 1:29.171 |       | 1:28.607 |       |
| 24             | Guanyu Zhou      | Alfa Romeo-Ferrari         | 1:32.134 |       | 1:29.181 |       | 1:29.074 |       |
| 77             | Valtteri Bottas  | Alfa Romeo-Ferrari         | 1:31.902 |       | 1:29.189 |       | 1:28.456 |       |
| 63             | George Russell   | Mercedes                   | 1:30.125 |       | 1:29.216 |       | 1:28.606 |       |
| 81             | Oscar Piastri    | McLaren-Mercedes           | 1:31.810 |       | 1:29.339 |       | 1:29.375 |       |
| 27             | Nico Hülkenberg  | Haas-Ferrari               | 1:31.392 |       | 1:29.393 |       | 1:28.497 |       |
| 22             | Yuki Tsunoda     | AlphaTauri-Honda RBPT      | 1:32.169 |       | 1:29.613 |       | 1:29.179 |       |
| 21             | Nyck de Vries    | AlphaTauri-Honda RBPT      | 1:34.637 |       | 1:29.928 |       | 1:29.447 |       |
| 2              | Logan Sargeant   | Williams-Mercedes          | 1:32.619 |       | 1:30.038 |       | 1:29.264 |       |
| Referência(s): |                  |                            |          |       |          |       |          |       |

## Qualificação
A corrida foi realizada em 6 de Maio de 2023 às 16:00 no horário local (UTC-4) ou às 17:00 no Horário de Brasília.

### Relatório
A qualificação ao Grande Prêmio de Miami de 2023 iniciara em sua primeira sessão com um quase toque no muro após a curva 16 de Nico Hülkenberg, que conseguira recuperar o carro sem problemas. Lewis Hamilton, alguns minutos depois, deparou-se com Kevin Magnussen lento na pista e, visando contato, fora obrigado a tocar levemente no muro da curva 17 e ir aos boxes para reparos em sua asa dianteira; a direção de prova informou que investigaria este incidente, todavia, nenhuma ação fora tomada. Na sequência, outro caso similar ocorreu, com Carlos Sainz Jr. a frente de Guanyu Zhou. Ao término do primeiro segmento, os dois carros da McLaren de Lando Norris e Oscar Piastri; Yuki Tsunoda, Lance Stroll e Logan Sargeant foram eliminados. Sem grandes incidentes, durante o segundo segmento foram eliminados: Alexander Albon, Nico Hulkenberg, Lewis Hamilton, Guanyu Zhou e Nyck de Vries. Lewis, após a precoce eliminação, afirmara que havia saído tarde demais.
Por fim, o terceiro e último segmento da qualificação iniciara com um erro de Max Verstappen que abandonara sem registrar tempo nos primeiros sete primeiros minutos. Todavia, seu companheiro, Sergio Pérez liderava a qualificação até que, restando dois minutos ao fim, uma bandeira vermelha fora acionada devido a uma rodagem de Charles Leclerc no setor 1, esta fora a segunda colisão do piloto monegasco no fim de semana. Após alguns minutos, a direção de prova informara que o segmento não retornaria, encerrando a qualificação. Sergio Peréz garantiu a pole position, primeira do piloto fora de Gidá e terceira de sua carreira. Verstappen, que havia deixado sua tentativa de volta rápida aos momentos finais, terminou sem tempo marcado, ficando na nona colocação, deixando-o irritado. Valtteri Bottas, apesar de classificado pela primeira vez ao Q3 na temporada, também saiu sem tempo, mesmo contente com seu desempenho, lamentou a bandeira vermelha. Fernando Alonso e Carlos Sainz Jr, ambos espanhóis, qualificaram-se na segunda e terceira posição, respectivamente.

### Resultado
Em negrito, os respectivos melhores tempos de cada sessão e pole position.
| Pos.                     | No. | Piloto           | Construtora                | Tempos Qualificatórios | Tempos Qualificatórios | Tempos Qualificatórios | Grid final |
| Pos.                     | No. | Piloto           | Construtora                | Q1                     | Q2                     | Q3                     | Grid final |
| ------------------------ | --- | ---------------- | -------------------------- | ---------------------- | ---------------------- | ---------------------- | ---------- |
| 1                        | 11  | Sergio Pérez     | Red Bull Racing-Honda RBPT | 1:27.713               | 1:27.328               | 1:26.841               | 1          |
| 2                        | 14  | Fernando Alonso  | Aston Martin-Mercedes      | 1:28.179               | 1:27.097               | 1:27.202               | 2          |
| 3                        | 55  | Carlos Sainz Jr. | Ferrari                    | 1:27.686               | 1:27.148               | 1:27.349               | 3          |
| 4                        | 20  | Kevin Magnussen  | Haas-Ferrari               | 1:27.809               | 1:27.673               | 1:27.767               | 4          |
| 5                        | 10  | Pierre Gasly     | Alpine-Renault             | 1:28.061               | 1:27.612               | 1:27.786               | 5          |
| 6                        | 63  | George Russell   | Mercedes                   | 1:28.086               | 1:27.743               | 1:27.804               | 6          |
| 7                        | 16  | Charles Leclerc  | Ferrari                    | 1:27.713               | 1:26.964               | 1:27.861               | 7          |
| 8                        | 31  | Esteban Ocon     | Alpine-Renault             | 1:27.872               | 1:27.444               | 1:27.935               | 8          |
| 9                        | 1   | Max Verstappen   | Red Bull Racing-Honda RBPT | 1:27.363               | 1:26.814               | Sem tempo              | 9          |
| 10                       | 77  | Valtteri Bottas  | Alfa Romeo-Ferrari         | 1:27.864               | 1:27.564               | Sem tempo              | 10         |
| 11                       | 23  | Alexander Albon  | Williams-Mercedes          | 1:28.234               | 1:27.795               | N/A                    | 11         |
| 12                       | 27  | Nico Hülkenberg  | Haas-Ferrari               | 1:27.945               | 1:27.903               | N/A                    | 12         |
| 13                       | 44  | Lewis Hamilton   | Mercedes                   | 1:27.846               | 1:27.975               | N/A                    | 13         |
| 14                       | 24  | Guanyu Zhou      | Alfa Romeo-Ferrari         | 1:28.180               | 1:28.091               | N/A                    | 14         |
| 15                       | 21  | Nyck de Vries    | AlphaTauri-Honda RBPT      | 1:28.325               | 1:28.395               | N/A                    | 15         |
| 16                       | 4   | Lando Norris     | McLaren-Mercedes           | 1:28.394               | N/A                    | N/A                    | 16         |
| 17                       | 22  | Yuki Tsunoda     | AlphaTauri-Honda RBPT      | 1:28.429               | N/A                    | N/A                    | 17         |
| 18                       | 18  | Lance Stroll     | Aston Martin-Mercedes      | 1:28.476               | N/A                    | N/A                    | 18         |
| 19                       | 81  | Oscar Piastri    | McLaren-Mercedes           | 1:28.484               | N/A                    | N/A                    | 19         |
| 20                       | 2   | Logan Sargeant   | Williams-Mercedes          | 1:28.577               | N/A                    | N/A                    | 20         |
| Tempo dos 107%: 1:33.478 |     |                  |                            |                        |                        |                        |            |
| Fonte(s):                |     |                  |                            |                        |                        |                        |            |

## Corrida
A corrida foi realizada em 7 de Maio de 2023 às 15:30 no horário local (UTC-4) ou às 16:30 no Horário de Brasília.

### Relatório
Previamente a corrida, o tempo era nublado e com ventos de aproximadamente 30 km/h, todavia, a chance de chuva era remota. No que tange estratégia de corrida, a Pirelli, fornecedora de pneus, afirmou que a mais rápida seria iniciar com médios até o intervalo de voltas 13 a 20 e, em seguida, trocar aos duros até o fim de corrida, portanto, uma parada. A grande maioria dos pilotos optaram pelos médios, com exceção de Ocon, Verstappen, Hülkenberg,  Zhou e de Vries, que optaram pelos duros e apenas Norris e Piastri pelos macios.
Na largada, Sergio Pérez largou bem pressionado Fernando Alonso e mantendo sua primeira colocação. Oscar Piastri fora o piloto que mais ganhara posições durante a primeira volta, cinco no total. Lance Stroll, uma das surpresas negativas da qualificação, que havia largado no fim do pelotão, ganhou apenas duas colocações na largada. Na volta 3, Logan Sargeant fora aos boxes para trocar sua asa dianteira devido a um contato na largada. Durante a volta 4, utilizando-se do DRS, Max Verstappen realizou uma dupla ultrapassagem em Charles Leclerc e Valtteri Bottas. Durante a primeira volta, ocorreu um toque entre De Vries e Norris, mas a direção de prova afirmou que uma investigação não seria necessária.
Antes do término da volta 9, Verstappen, que havia largado na 9º colocação por não ter conseguido estabelecer um tempo no Q3, já havia recuperado cinco colocações em uma corrida de recuperação, estabelecendo-se na quarta posição. Algumas voltas depois, na 15, ele já entrara no pódio ultrapassando Carlos Sainz Jr e Fernando Alonso, conquistando a segunda colocação. Sainz fora punido em cinco segundos após não respeitar o limite de velocidade de no pit lane.
Sem grandes acidentes ou bandeiras, a corrida terminara com vitória de Max Verstappen que ficara na liderança desde a parada de seu companheiro de equipe, Sergio Pérez. Ele havia ficado em segundo após sua parada no boxe, mas prontamente recuperou a primeira posição. Fernando Alonso completou o pódio pela terceira vez na temporada.

### Resultado
| Pos.                                                                                 | No. | Piloto           | Construtora                | Voltas | Tempo/Retirado | Pit | Pneus | Grid | Dif     | Pontos |
| ------------------------------------------------------------------------------------ | --- | ---------------- | -------------------------- | ------ | -------------- | --- | ----- | ---- | ------- | ------ |
| 1                                                                                    | 1   | Max Verstappen   | Red Bull Racing-Honda RBPT | 57     | 1:27:38.241    | 1   |       | 9    | 8       | 26     |
| 2                                                                                    | 11  | Sergio Pérez     | Red Bull Racing-Honda RBPT | 57     | +5.384         | 1   |       | 1    | 1       | 18     |
| 3                                                                                    | 14  | Fernando Alonso  | Aston Martin-Mercedes      | 57     | +26.305        | 1   |       | 2    | 1       | 15     |
| 4                                                                                    | 63  | George Russell   | Mercedes                   | 57     | +33.229        | 1   |       | 6    | 2       | 12     |
| 5                                                                                    | 55  | Carlos Sainz Jr. | Ferrari                    | 57     | +42.511        | 1   |       | 3    | 2       | 10     |
| 6                                                                                    | 44  | Lewis Hamilton   | Mercedes                   | 57     | +51.249        | 1   |       | 13   | 7       | 8      |
| 7                                                                                    | 16  | Charles Leclerc  | Ferrari                    | 57     | +52.988        | 1   |       | 7    | Estável | 6      |
| 8                                                                                    | 10  | Pierre Gasly     | Alpine-Renault             | 57     | +55.670        | 1   |       | 5    | 3       | 4      |
| 9                                                                                    | 31  | Esteban Ocon     | Alpine-Renault             | 57     | +58.123        | 1   |       | 8    | 1       | 2      |
| 10                                                                                   | 20  | Kevin Magnussen  | Haas-Ferrari               | 57     | +62.945        | 1   |       | 4    | 6       | 1      |
| 11                                                                                   | 22  | Yuki Tsunoda     | AlphaTauri-Honda RBPT      | 57     | +64.309        | 1   |       | 17   | 6       |        |
| 12                                                                                   | 18  | Lance Stroll     | Aston Martin-Mercedes      | 57     | +64.754        | 1   |       | 18   | 6       |        |
| 13                                                                                   | 77  | Valtteri Bottas  | Alfa Romeo-Ferrari         | 57     | +71.637        | 1   |       | 10   | 3       |        |
| 14                                                                                   | 23  | Alexander Albon  | Williams-Mercedes          | 57     | +72.861        | 1   |       | 11   | 3       |        |
| 15                                                                                   | 27  | Nico Hülkenberg  | Haas-Ferrari               | 57     | +74.950        | 1   |       | 12   | 3       |        |
| 16                                                                                   | 24  | Guanyu Zhou      | Alfa Romeo-Ferrari         | 57     | +78.440        | 1   |       | 14   | 2       |        |
| 17                                                                                   | 4   | Lando Norris     | McLaren-Mercedes           | 57     | +87.717        | 1   |       | 16   | 1       |        |
| 18                                                                                   | 21  | Nyck de Vries    | AlphaTauri-Honda RBPT      | 57     | +88.949        | 1   |       | 15   | 3       |        |
| 19                                                                                   | 81  | Oscar Piastri    | McLaren-Mercedes           | 57     | +1 volta       | 1   |       | 19   | Estável |        |
| 20                                                                                   | 2   | Logan Sargeant   | Williams-Mercedes          | 57     | +1 volta       | 1   |       | 20   | Estável |        |
| Volta mais rápida: Max Verstappen (Red Bull Racing-Honda RBPT) – 1:29.708 (Volta 56) |     |                  |                            |        |                |     |       |      |         |        |
| Referências:                                                                         |     |                  |                            |        |                |     |       |      |         |        |

## Curiosidade
- Max Verstappen igualou o recorde de Sebastian Vettel de números de vitórias pela equipe Red Bull Racing (38).[35]

## Classificação do campeonato após a corrida
|                | Pos. | Piloto           | Pontos |
| -------------- | ---- | ---------------- | ------ |
|                | 1    | Max Verstappen   | 119    |
|                | 2    | Sergio Pérez     | 105    |
|                | 3    | Fernando Alonso  | 75     |
|                | 4    | Lewis Hamilton   | 56     |
|                | 5    | Carlos Sainz Jr. | 44     |
| Referência(s): |      |                  |        |

|                | Pos. | Construtora                | Pontos |
| -------------- | ---- | -------------------------- | ------ |
|                | 1    | Red Bull Racing-Honda RBPT | 224    |
|                | 2    | Aston Martin-Mercedes      | 102    |
|                | 3    | Mercedes                   | 96     |
|                | 4    | Ferrari                    | 78     |
|                | 5    | McLaren-Mercedes           | 14     |
| Referência(s): |      |                            |        |

- Nota: Apenas as cinco primeiras posições estão incluídas para ambos os conjuntos de classificação.